# Dubočka
Dubočka (em cirílico:Дубочка) é uma vila da Sérvia localizada no município de Petrovac na Mlavi, pertencente ao distrito de Braničevo, na região de Mlava. A sua população era de 582 habitantes segundo o censo de 2002.

## Demografia
| 1948  | 1953  | 1961  | 1971  | 1981  | 1991 | 2002 |
| ----- | ----- | ----- | ----- | ----- | ---- | ---- |
| 1 094 | 1 057 | 1 052 | 1 033 | 1 004 | 918  | 582  |